# 川口莉奈 (声優)
川口 莉奈（かわぐち りな、11月24日 - ）は、日本の女性声優。埼玉県出身。青二プロダクション所属。

## 略歴
中学時代に仲良くなった友達の夢が声優であったことを機に、自身もその友達と会話を合わせたいという思いから声優を目指すようになった。元々は声優という職業を知らなかったが、友達との会話をきっかけに知るようになった。共にオリジナルキャラクターを考え、台本を作って読むという遊びをよくしており、声で演じることが楽しいことであると段々と気付いたという。
2021年、「アイドルマスターシリーズ」の『アイドルマスター シャイニーカラーズ』の斑鳩ルカ役に抜擢。同年配信のWebアニメ『終末のワルキューレ』のレギンレイヴ役がアニメで初めて名前のある役となった。
2025年、『ウィッチウォッチ』の若月ニコ役でキャリア初のテレビアニメのヒロインを演じる。

## 人物
趣味として歌唱、イラスト、MikuMikuDance、ダンスをそれぞれ挙げている。特技として紅茶を美味しく淹れること、ドラム、口笛・歯笛を挙げている。
座右の銘は「一期一会」であるという。

## 出演
太字はメインキャラクター。

### テレビアニメ
2019年
- ライフル・イズ・ビューティフル（生徒）

2020年
- ゲゲゲの鬼太郎（第6作）（女子）
- アサティール 未来の昔ばなし（2020年 - 2025年、使用人、五女 ファハダ、六女、ファーレ） - 2シリーズ
- ハクション大魔王2020（スタッフ）
- ちびまる子ちゃん（台風姉）
- ONE PIECE（2020年 - 2022年、男の子、子供、町民、芸者、遊女、ブラックマリアの部下、部下）

2021年
- デジモンゴーストゲーム（2021年 - 2022年、モエ、女子高生、ポテモン、ニコ、女子）

2022年
- RPG不動産（子供）
- 舞妓さんちのまかないさん（舞妓、レポーター）
- 忍の一時（女生徒D）
- シルバニアファミリー シリーズ（2022年 - 2023年、ジェイミー、スカイ、ハイデン） - 2シリーズ

2023年
- ダンジョンに出会いを求めるのは間違っているだろうかIV 深章 厄災篇（セルティ・スロア ）
- お隣の天使様にいつの間にか駄目人間にされていた件（女子生徒）
- 絆のアリル（クオン ） - 2シリーズ
- 山田くんとLv999の恋をする（女子生徒）
- ダークギャザリング（神代愛依 ）

2024年
- 愚かな天使は悪魔と踊る（女生徒1 ）
- 姫様“拷問”の時間です（パンダ）
- アオのハコ
- 魔王2099（あけび）

2025年
- グリザイア:ファントムトリガー（初等部学生A、初等部学生）
- ハニーレモンソーダ（りの）
- ひみつのアイプリ リング編（六堂える、じゅりあのアイムゥ）
- ウィッチウォッチ（若月ニコ）
- WIND BREAKER Season 2

### 劇場アニメ
- 劇場版 美少女戦士セーラームーンEternal（2021年、女[46]）
- 劇場版 美少女戦士セーラームーンCosmos（2023年[47]）

### Webアニメ
- 終末のワルキューレ（2021年、レギンレイヴ[48][23]）
- テイルズ オブ ルミナリア The Fateful Crossroad（2022年[47]）
- Shenmue the Animation（2022年、和泉[39]）
- 聖闘士星矢: Knights of the Zodiac（2023年、子供2[49][50]）
- HELLO OSAKA （2023年、秋葉取夢）

### ゲーム
2019年
- ロボットガールズZ ONLINE（ガレリィ長官）
- かんぱに☆ガールズ（ミラーカ・ブリュレ）

2020年
- モンスターストライク（音志田まこ）
- ゴエティアクロス（ラウム、ノロ）
- OVERHIT（クリエル）

2021年
- 城姫クエスト（金田城、山崎城）
- けものフレンズ3（タテゴトアザラシ）
- アイドルマスター シャイニーカラーズ（2021年 - 2024年、斑鳩ルカ）
- 東方ダンマクカグラ（メルラン・プリズムリバー）
- FUSHO-浮生-（楼七、青夏、秦若薇、天山童姥、趙珪）
- うたわれるもの ロストフラグ（クリュー）

2022年
- クイズRPG 魔法使いと黒猫のウィズ（エニグマバナナ〈幼少期〉）
- アリスフィクション（アンドロメダ）

2023年
- チェイスチェイスジョーカーズ（最愛チアモ）
- 勝利の女神:NIKKE（キリ）
- アズールレーン（ウィダー）
- アイドルマスター シャイニーカラーズ Song for Prism（2023年 - 2024年、斑鳩ルカ）

2024年
- REYNATIS/レナティス（深町最愛）
- メイプルストーリー（リン(女CV)）
- さくらいろテトラプリズム（篠原冬優）

2025年
- ORE'N（大天使ミカ子）
- ひみつのアイプリ / アイプリバース（える） - 2作品

### ドラマCD
- 真の仲間じゃないと勇者のパーティーを追い出されたので、辺境でスローライフすることにしました2nd（2024年、ズーグの女性3[69]） - Blu-ray＆DVD BOX 上巻特典

### デジタルコミック
- シメジ シミュレーション（あやか、よしみ）
- 顔に出ない柏田さんと顔に出る太田君
- キミと結婚なんかしない!（妹/弟/犬[70]）

### ラジオ
※はインターネット配信。
- ラジオギャザリング（2023年、Radiotalk※）[71]
- アイドルマスター シャイニーカラーズ はばたきラジオステーション（2023年 - 、ASOBI CHANNEL※） - 週替わりパーソナリティ

### ラジオドラマ
- 青山二丁目劇場 パパはYouTuber（夏目結衣）

### Web番組
- 川口莉奈の事務所の自動ドアが私だけ開かない件。（2022年 - 2024年、ニコニコ生放送）[72]
- 川口莉奈のあなたのとなりで（2025年、ニコニコ生放送）[73]

### 映像商品
- 「THE IDOLM@STER SHINY COLORS 5thLIVE If I_wings.」Blu-ray（2023年）[74]
- 283PRODUCTION SOLO PERFORMANCE LIVE「我儘なまま」Blu-ray（2024年）[75]
- THE IDOLM@STER SHINY COLORS 5.5th Anniversary LIVE「星が見上げた空」Blu-ray（2024年）[76]
- 「異次元フェス アイドルマスター★♥ラブライブ！歌合戦」Blu-ray（2024年）[77]

### その他コンテンツ
- うらみちお兄さん 第3・4巻発売記念PV（2019年、子供）
- 舞台 あやかし緋扇（2021年、八百万）
- 「D&D × Japanアーティストプロジェクト・百瀬寿」篇（2022年、モルガノ[78]）

## ディスコグラフィ

### キャラクターソング
| 発売日   | 商品名                                                                           | 歌                   | 楽曲                                                   | 備考                                                                     |
| 2021年   | 2021年                                                                           | 2021年               | 2021年                                                 | 2021年                                                                   |
| -------- | -------------------------------------------------------------------------------- | -------------------- | ------------------------------------------------------ | ------------------------------------------------------------------------ |
| 12月20日 | 神様は死んだ、って                                                               | 斑鳩ルカ（川口莉奈） | 「神様は死んだ、って」                                 | ゲーム『アイドルマスター シャイニーカラーズ』関連曲                      |
| 2023年   |                                                                                  |                      |                                                        |                                                                          |
| 7月26日  | THE IDOLM@STER SHINY COLORS Shiny Stories                                        | シャイニーカラーズ   | 「Shiny Stories」                                      | ゲーム『アイドルマスター シャイニーカラーズ』関連曲                      |
| 7月26日  | THE IDOLM@STER SHINY COLORS Shiny Stories                                        | 斑鳩ルカ（川口莉奈） | 「Shiny Stories」                                      | ゲーム『アイドルマスター シャイニーカラーズ』関連曲                      |
| 10月18日 | THE IDOLM@STER SHINY COLORS Song for Prism 星の声                                | シャイニーカラーズ   | 「星の声」                                             | ゲーム『アイドルマスター シャイニーカラーズ Song for Prism』テーマソング |
| 11月8日  | THE IDOLM@STER SHINY COLORS “CANVAS” 08                                          | コメティック         | 「無自覚アプリオリ」 「くだらないや」 「平行線の美学」 | ゲーム『アイドルマスター シャイニーカラーズ』関連曲                      |
| 2024年   |                                                                                  |                      |                                                        |                                                                          |
| 3月2日   | THE IDOLM@STER SHINY COLORS SOLO COLLECTION -6thLIVE TOUR Come and Unite! part1- | 斑鳩ルカ（川口莉奈） | 「無自覚アプリオリ」                                   | ゲーム『アイドルマスター シャイニーカラーズ』関連曲                      |
| 3月2日   | THE IDOLM@STER SHINY COLORS SOLO COLLECTION -6thLIVE TOUR Come and Unite! part2- | 斑鳩ルカ（川口莉奈） | 「くだらないや」                                       | ゲーム『アイドルマスター シャイニーカラーズ』関連曲                      |
| 3月2日   | THE IDOLM@STER SHINY COLORS SOLO COLLECTION -6thLIVE TOUR Come and Unite! part3- | 斑鳩ルカ（川口莉奈） | 「平行線の美学」                                       | ゲーム『アイドルマスター シャイニーカラーズ』関連曲                      |
| 4月3日   | THE IDOLM@STER SHINY COLORS Song for Prism ハナムケのハナタバ / 青空             | コメティック         | 「ハナムケのハナタバ」                                 | ゲーム『アイドルマスター シャイニーカラーズ Song for Prism』関連曲       |
| 7月27日  | THE IDOLM@STER SHINY COLORS LIVE FUN!! -Beyond the Blue sky part2-               | 斑鳩ルカ（川口莉奈） | 「SNOW FLAKES MEMORIES」 「Let's get a chance」        | ゲーム『アイドルマスター シャイニーカラーズ』関連曲                      |
| 11月27日 | THE IDOLM@STER SHINY COLORS Song for Prism Heads or Tails？ / グッバイ           | コメティック         | 「Heads or Tails？」                                   | ゲーム『アイドルマスター シャイニーカラーズ Song for Prism』関連曲       |
| 12月4日  | THE IDOLM@STER SHINY COLORS COLORFUL FE@THERS -CoMETIK-                          | 斑鳩ルカ（川口莉奈） | 「神様は死んだ、って (2024 Remastering Ver.)」         | ゲーム『アイドルマスター シャイニーカラーズ』関連曲                      |
| 12月11日 | THE IDOLM@STER SHINY COLORS ECHOES 08                                            | コメティック         | 「泥濘鳴鳴」 「Clean.Clean up」 「Migratory Echoes」   | ゲーム『アイドルマスター シャイニーカラーズ』関連曲                      |